# 熊惠
熊惠（1425年—？），字迪吉，江西南昌縣人，錦衣衛軍籍，明朝政治人物。進士出身。

## 生平
順天府鄉試第二百二十七名。景泰五年（1454年）甲戌科會試第一百名，殿試登進士第三甲第二百零三名。

## 家族
曾祖熊宗文。祖父熊希玄。父亲熊浩然。